# Marquesado de San Antonio y de Saldaña
El Marquesado de San Antonio y de Saldaña fue un título nobiliario español creado el 2 de agosto de 1744 por el rey Felipe V, con el vizcondado previo de Sol, a favor de Manuel de Saldaña y Piñeda.
El primer titular falleció el 10 de enero de 1795. El título fue ostentado socialmente por su sobrino Manuel Antonio de Bustamante y Saldaña, II marqués de San Antonio y de Saldaña. No consta sucesión posterior en el Archivo del Ministerio de Justicia: por tanto, y en virtud de los establecido en el Decreto 222/1988, debe considerarse el título como caducado en la actualidad.

## Armas
«En plata, dos bandas, de gules. Bordura con armiño.»

## Marqueses de San Antonio y de Saldaña
|                                    | Titular                                | Periodo                            |
| Creado en 1744 por el rey Felipe V | Creado en 1744 por el rey Felipe V     | Creado en 1744 por el rey Felipe V |
| ---------------------------------- | -------------------------------------- | ---------------------------------- |
| I                                  | Manuel de Saldaña y Piñeda             | 1744-1795                          |
|                                    | Manuel Antonio de Bustamante y Saldaña | ?                                  |
| Caducado                           |                                        |                                    |

## Historia de los marqueses de San Antonio y de Saldaña
- Manuel de Saldaña y Piñeda, I marqués de San Antonio y de Saldaña.

Falleció el 10 de enero de 1795.
Fue su hermana:
- María Antonia de Saldaña y Pineda.

1. Casó con Manuel de Bustamante y Risel.

Fue su hijo:
- Manuel Antonio de Bustamante y Saldaña, quien ostentó públicamente el título.

1. Casó, en Trujillo, en 1822, con su prima Jacinta Risel y Orozco.

Con descendencia.
En el Río de la Plata ostentó el título como segundo marqués un militar destinado al presidio de Buenos Ayres llamado Santiago Saldaña, hijo o sobrino del primer marqués. Casó con María Felipa Sayas, descendiente de Pedro de Sayas Espeluca y su mujer Beatriz Cubillas, primeros vecinos de la Ciudad de Buenos Aires. Pedro fue vecino feudatario y recibió mercedes de tierras y encomienda de indios. El apellido Sayas es el único de los de primeros pobladores que constan en las actas capitulares de la semana de mayo de 1810. Su hija Eusebia Saldaña y Sayas (1807-1849)contrajo matrimonio con Juan Elías Girado y Ábalos, quien estableció la Estancia San Juan, inmensa propiedad cuya superficie original igualaba la de Luxemburgo. La Asamblea del año XIII determinó la caducidad de los títulos nobiliarios.
Título caducado en la actualidad.